# حقل رميلان
حقل رميلان يقع بالقرب من مدينة رميلان في محافظة الحسكة، وهو من أقدم وأهم احتياطيات النفط في سوريا.

## تاريخ
تم اكتشاف وتطوير هذه الحقول في الخمسينيات والستينيات من القرن العشرين، وكانت بمثابة أداة في تأسيس صناعة النفط في سوريا، حيث قادت العمليات المبكرة شركات أجنبية قبل الانتقال إلى سيطرة الدولة تحت إشراف الشركة السورية للنفط. بحلول منتصف القرن العشرين، كان حقل رميلان ينتج حوالي 200 ألف برميل من النفط يوميًا في أعقاب حرب تشرين، مما ساهم بشكل كبير في اقتصاد البلاد. كان حقل رميلان جزءًا من ذروة إنتاج النفط في سوريا، والتي وصلت إلى 164 ألف برميل يوميًا في أوائل العقد الثاني من القرن الحادي والعشرين. تضم الحقول أكثر من 1300 بئر نفط ومواقع متعددة لاستخراج الغاز.
أثناء الحرب الأهلية السورية، أصبحت حقول رميلان نقطة خلاف استراتيجية. فقد وقعت تحت سيطرة قوات سوريا الديموقراطية. وبمساعدة القوات الأمريكية، تم تأمين الحقول لمنع داعش والجماعات الأخرى من الاستيلاء عليها. ومع ذلك، أدت الحرب إلى خفض إنتاج النفط الإجمالي في سوريا بشكل كبير، حيث يعمل حقل رميلان بجزء بسيط من طاقته. تشير التقديرات إلى أن الحقول تعمل بكفاءة منخفضة تحت الإدارة الكردية المحلية، حيث يستخدم الإنتاج في المقام الأول للأغراض المحلية والتصدير المحدود في ظل ظروف خاضعة للرقابة.